# Paracycloptera
Paracycloptera is een geslacht van rechtvleugeligen uit de familie sabelsprinkhanen (Tettigoniidae). De wetenschappelijke naam van dit geslacht is voor het eerst geldig gepubliceerd in 1926 door Vignon.

## Soorten
Het geslacht Paracycloptera omvat de volgende soorten:
- Paracycloptera carinifolia Saussure & Pictet, 1898
- Paracycloptera grandifolia Brunner von Wattenwyl, 1895
- Paracycloptera reticulata Kirby, 1906